# 蒲台群島

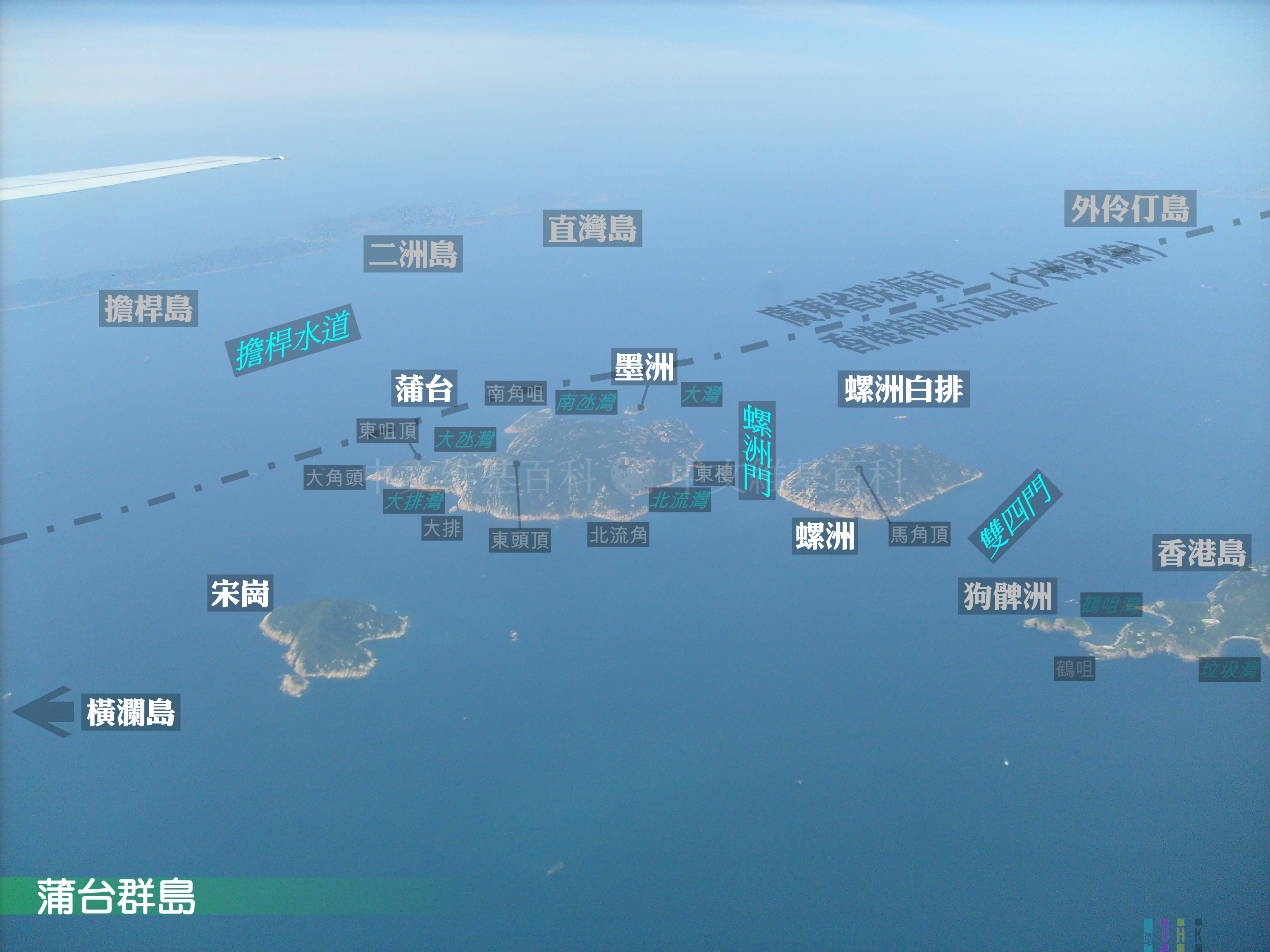
蒲台群島島瞰（鏡頭方向朝西南）

蒲台群島（英語：Po Toi Islands），又稱蒲苔群島或蒲笞群島，是位於香港東南海域的一組群島，地區行政上屬於離島區。群島位於香港島石澳之東南，是香港境內第二南的區域，更南的島為頭顱洲，主要包括蒲台島、螺洲（包括螺洲白排）、宋崗、橫瀾島、墨洲（連同墨洲排）這五大島及雙四門。

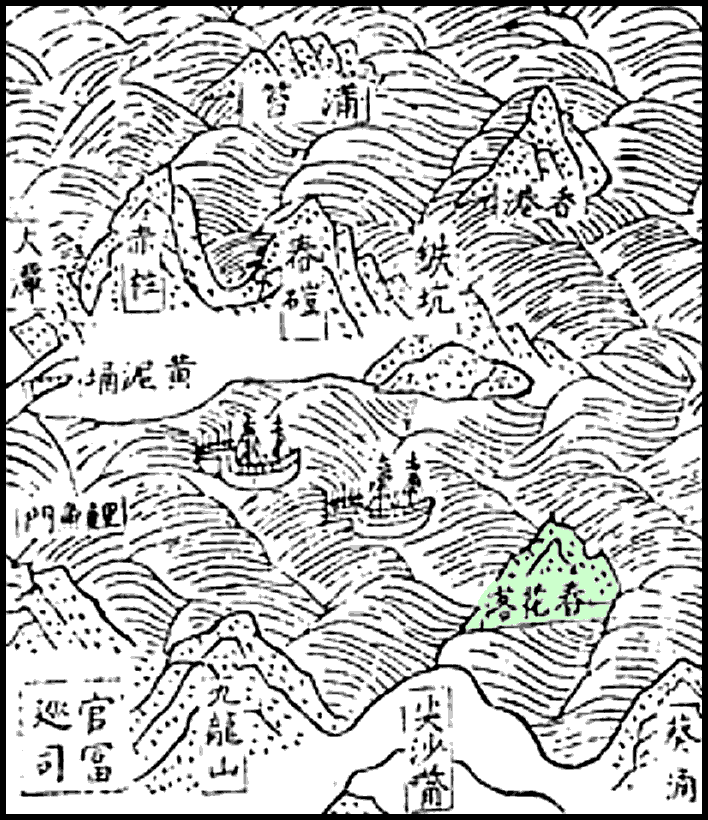
明《粵大記》載有蒲笞一地

## 歷史
明朝《粵大記》中已存在有關蒲台島的記載。

## 物種
由於地處偏遠，交通不便，除蒲台島有少量居民外，其他島嶼均是無人島。亦基於同樣原因，群島上動植物物種均很豐富，所以被列为重要陆上自然保育区的同时，也被认为是具发展潜力的郊野公园所在地。據統計，現時群島有植物93科、203屬、245種，還有珍稀動物盧文氏樹蛙及盛產紫菜。

## 發展墳場
群島現時亦面對不少發展上的壓力：有財團多次企圖在島上開發墓葬群；而過往政府亦曾有計劃把整個蒲台群島劃為水上保護或康樂活動區。

## 外部連結
维基共享资源上的相關多媒體資源：蒲台群島